# Ondřej Cink
Ondřej Cink (Rokycany, 7 de diciembre de 1990) es un deportista checo que compite en ciclismo de montaña en la disciplina de campo a través; aunque también disputó carreras de ruta.
Ganó dos medallas de bronce en el Campeonato Mundial de Ciclismo de Montaña, en los años 2010 y 2015, y tres medallas de bronce en el Campeonato Europeo de Ciclismo de Montaña entre los años 2010 y 2016.
En el año 2017 dio el salto al ciclismo en ruta, fichando con el equipo Bahrain Merida. Tras solo esa temporada en la carretera, decidió volver al ciclismo de montaña.

## Medallero internacional
| Campeonato Mundial | Campeonato Mundial        | Campeonato Mundial | Campeonato Mundial         |
| Año                | Lugar                     | Medalla            | Competición                |
| ------------------ | ------------------------- | ------------------ | -------------------------- |
| 2010               | Mont-Sainte-Anne (Canadá) | Medalla de bronce  | Campo a través por relevos |
| 2015               | Vallnord (Andorra)        | Medalla de bronce  | Campo a través             |
| Campeonato Europeo |                           |                    |                            |
| Año                | Lugar                     | Medalla            | Competición                |
| 2010               | Haifa (Israel)            | Medalla de bronce  | Campo a través por relevos |
| 2013               | Berna (Suiza)             | Medalla de bronce  | Campo a través por relevos |
| 2016               | Huskvarna (Suecia)        | Medalla de bronce  | Campo a través             |

## Resultados en Grandes Vueltas
Durante su carrera deportiva consiguió los siguientes resultados en las Grandes Vueltas. 
| Carrera | Carrera         | 2017 |
| ------- | --------------- | ---- |
|         | Giro de Italia  | —    |
|         | Tour de Francia | Ab.  |
|         | Vuelta a España | —    |

| —: No participó | Ab: Abandono |